# سیارک ۱۳۳۸
سیارک ۱۳۳۸ (به انگلیسی: 1338 Duponta، نامگذاری:1934XA) هزار و سیصد و سی و هشتمین سیارک کشف شده‌است که در ۴ دسامبر ۱۹۳۴ و در الجزیره کشف شد.
قدر مطلق سیارک برابر ۱۲٫۳۰ است.